# Raoul Roy (folkloriste)
Pour les articles homonymes, voir Raoul Roy.
Raoul Roy est un folkloriste collecteur et interprète québécois né le 6 janvier 1936 à Saint-Fabien dans le Bas-Saint-Laurent et décédé à Montréal le 30 janvier 1985 au Québec, (Canada).

## Biographie
Fils d'Adrienne Gagnon et d'Ernest Roy, cultivateur et propriétaire d'une tourbière à Saint-Fabien, Raoul est forcé d'interrompre ses études classiques au Séminaire de Rimouski, à cause du grand incendie de la ville en 1950. Il se tourne alors vers l'Institut de la Marine de Rimouski et gradue comme opérateur-radio. Cette formation le destine à travailler dans les stations côtières du Québec, mais sa carrière prend un tout autre tournant. En effet, un voyage aux États-Unis, en 1957, le détermine à entreprendre une carrière de chansonnier. L'écoute du chanteur folkloriste montréalais Alan Mills l'inspire. Baignant depuis son enfance dans un milieu où le folklore est encore vivant, Raoul Roy possède une connaissance familiale du répertoire traditionnel et c'est cette voie qu'il entend suivre. Sa rencontre provoquée avec l'ethnologue Luc Lacoursière, en 1958, et la découverte des Archives de folklore de l'Université Laval, marquent pour lui un tournant majeur qui confirme sa vocation. Il fait de nombreuses recherches au Canada et en Angleterre sur le folklore chanté.
En 1961, dans sa ville natale, il fonde la boîte à chansons Le Pirate, qui fonctionnera une dizaine d'années.
En prévision du centenaire de la Confédération canadienne, en 1967, il s'implique avec Gilles Potvin, dans le projet de l'Encyclopédie de la musique au Canada, qui mènera à la création du coffret de neuf microsillons « Chansons folkloriques du Canada - Collection du centenaire ». Il est un des interprètes aux côtés de Yves Albert, Hélène Baillargeon, Édith Butler, Louise Forestier, Harry Hibbs, Charles Jordan, Tom Kines, Jacques Labrecque et beaucoup d'autres. Il signera aussi les textes de présentation qui accompagnent l'impressionnant ouvrage, réédité sur DC en 1990 sous le titre « Folklore », dans la collection Anthologie de la musique canadienne, de Radio-Canada International.
Tout en répandant ses refrains folkloriques aux quatre coins du Québec, Raoul Roy se fait aussi ambassadeur du  patrimoine chanté québécois, y compris à la télévision, en tournées, ailleurs au Canada et en France, en Afrique ainsi qu'au Japon.
Il meurt en 1985, à 49 ans, des suites d'une leucémie.